# جماهير إيه سي ميلان

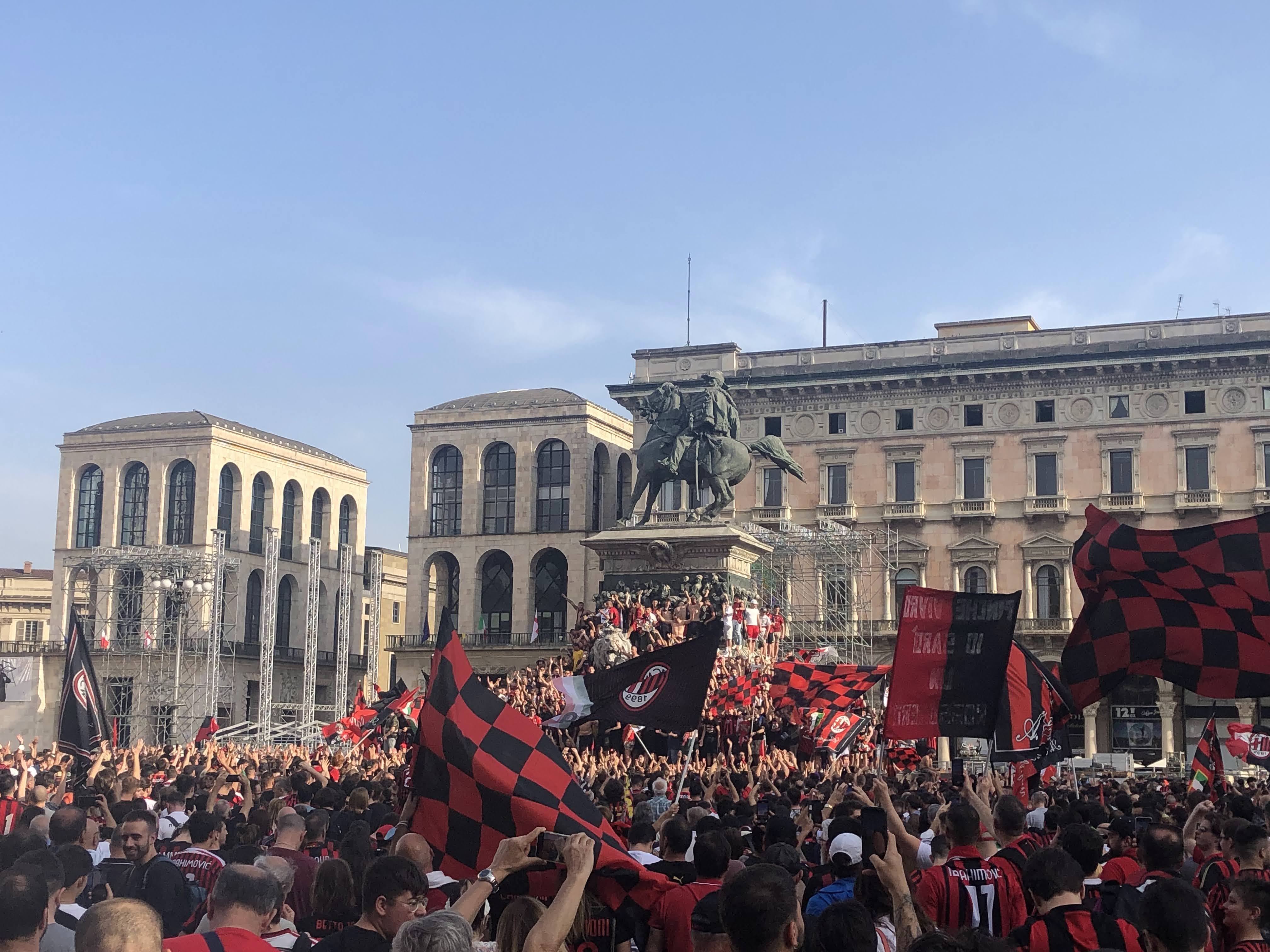

الأولتراس (بالإنجليزية: Milan Ultras)‏، وهي جماهير ميلان المتعصبة للفريق، دائماً ما تكون في المدرجات الجنوبية من ملعب السان سيرو تؤازر وتشجع فريقها الميلان، فـ الأولتراس  مجموعة من الجماهير التي تعلم الكثير عن النادي وهم اشد الجماهير حباً للميلان وتعصباً له ومن الجدير بالذكر أن أكثر اللاعبين المقربين لجماهير الأولتراس هما جورج وياه (خاصة بعد هدفه الشهير في مرمى فيرونا) ورود غوليت، بينما من المدربين نجد نيلس ليدهولم، نيريو روكو وأريغو ساكي، جميع الروابط مقربة من بعضها خاصة بعد أن قرروا الاتحاد والتشجيع سوية في عام 1985 ولا زال هذا الأمر مستمراً حتى الآن وكما أن الرائع في أولتراس الميلان هو أنهم لا يطلقون هتافات عنصرية سواء عرقية أو عقائدية أبداً على أي لاعب يلعب ضد الميلان.
يعتبر إيه سي ميلان أكثر وأكبر الفرق الإيطالية جماهيرية وفقا لبحوث أجرتها صحيفة لا ريبوبليكا في أغسطس 2007. تاريخيا، تعتبر الطبقة العاملة والنقابيين هم الداعمين الرئيسين للميلان بينما في الجانب الأخر فان الطبقة المتوسطة والتي تنعم برفاهية أكثر هي التي تدعم الغريم إنتر ميلان. إن واحدة من أقدم المجموعات المتعصبة نشأت في الميلان وهي Fossa Dei Leoni.
ترى مدينة جنوى أن الجماهير الميلانية كريهة وبغيضة ونشأ هذا الشعور بعد حادثة مقتل أحد أنصار نادي جنوى عام 1995.
أكبر المشجعين الأصدقاء لأولتراس الميلان هم مشجعي بريشيا، فكل من الطرفين لديه تسهيلات للانضمام لروابط تشجيع كلا الفريقين، كما يملك مشجعو الميلان علاقات جيدة مع مشجعي ريجينا، ساليرنيتانا وفينيسيا. بينما يعتبر أعداء أولتراس الميلان هم مشجعي يوفنتوس، روما، فيرونا، الإنتر، أتالانتا، جنوى. كما يعتبر مشجعي كالياري، لاتسيو، سامبدوريا، فيورنتينا ونابولي أيضاً أعداء لجماهير الميلان لكن بشكل اقل من سابقيهم، الاشتباكات والمعارك بين مشجعي الميلان وأعدائهم قليلة جداً لأن أولتراس الميلان معروفين بأخلاقهم العالية وهدوئهم وتركيزهم على تشجيع الميلان وفمشجعو الميلان يقومون بالتنافس مع مشجعي منافسيهم في الأهازيج التشجيعية فقط دون التعرض لمشجعي الفريق المنافس بأي كلمات خارجة وفي حال قيام مجموعة مشاغبة (و هذا الأمر نادر الحدوث) بالإسائة بالكلام للفرق المنافسة أو مشجعيها تفرض عليها العقوبات من النادي في الحال.
يأتي حوالي 8 آلاف أولتراس ميلاني إلى المدرجات الجنوبية، وأحياناً يصلون إلى 11 ألف مشجع، وأكثر من ذلك حدث في نهائي برشلونة 1989 في دوري أبطال أوروبا (نهائي كأس الأندية الأوروبية البطلة) ضد نادي ستيوا بوخارست حيث وصل التعداد الجماهيري إلى 80 ألف كان 55 ألفاً منهم ميلانيين منهم 28 ألف أولتراس!!! أيضاً من ضمن المباريات التي أبدع فيها الأولتراس كانت مباراة نهائي دوري أبطال أوروبا 2003 ضد يوفنتوس في مانشستر.

## روابط المشجعين

### رابطة Brigate Rossoneri
رابطة Brigate Rossoneri التي تشكلت في عام 1975 باندماج مجموعتي Cava del Demonio وUltras الصغيرتين وقد عانت في البداية من فرض تواجدها في مدرجات الميلان حيث واجهت رفضا من رابطة Fossa Dei Leoni لكنها انتصرت فيما بعد وفرضت تواجدها في المدرجات الجنوبية على الجميع وكانت أول مباراة تشهد تواجد الرابطة بشكل رسمي في المدرجات بتاريخ 19 أكتوبر 1975 في مرحلة الذهاب ضد بولونيا، الرابطة بعيدة نوعا ما عن أعمال الشغب وشعارها تشجيع الميلان بشكل دائم ونظيف لكنها قادرة على الدفاع عن نفسها وقتما احتاجت لذلك وتعد تلك الرابطة هي الاقرب للنادي حيث ترتبط بعلاقات قوية مع اللاعبين والمسؤوليين في الميلان كما تربطها علاقات ممتازة بأبرز الشخصيات السياسية والاجتماعية والفنية والثقافية في مدينة ميلانو والرابطة تعرف بحبها وتعصبها الشديد للميلان واصرارها على تشجيعه في كل مكان، الاغنية الرسمية للرابطة هي Inno Brigate وتضم حوالي الفي عضو.

### رابطة Alternavita Rossonera
رابطة Alternavita Rossonera التي تشكلت في 6 يوليو 1994 في بار Giardin من مجموعة من المشجعين السابقين في مجموعات وروابط أخرى وكانوا كبار في السن (أواخر الثلاثينيات) وشعارها هو احترام المنافس والتشجيع الراقي، وتحتل هذه الرابطة القسم 213 من المدرجات الجنوبية وقوامها 850 عضو، وتعتبر هذه الرابطة من أشد الروابط وفاءً للميلان فهي تشجعه طوال المباريات بدون توقف مهما كانت النتيجة.

### رابطة Commandos Tigre
رابطة Commandos Tigre التي تشكلت عام 1967 تحت مسمى Commandos Clan، المسمى الذي تغير في مباراة الميلان الشهيرة ضد أياكس في مدريد في نهائي دوري أبطال أوروبا 1969 حين استهزأت جماهير أياكس على اسم الرابطة فقامت الرابطة بعد انتهاء المباراة بفوز الميلان بقول (مخطئون أيها الخاسرون.. نحن الـ Commandos Tigre) وقد اختير اسم النمر Tigre لأنه يدل على القوة.. بينما كان اسم القادة Commandos نابعاً من قناعة الرابطة أن كل مجال يحتاج إلى قائد، الرابطة الآن قوامها حوالي 600 عضو وهي دائما ما تتواجد بالقرب من اللاعبين وحتى عام 1985 كان موقعها في المدرجات الشمالية لكنها بدات تقترب شيئا فشيئا للمدرجات الجنوبية وتعرف تلك الرابطة بتعصبها الشديد الميلان ويرون أنفسهم المدافعين عنه وهي حتى الآن لا تمتلك موقع على الإنترنت

### باقي الرابطات
بينما نجد المجموعات الصغرى مثل روابط Guerreri Ultras، Panthers، Gruppo Lucifro، Bulldogs، Bad Boys Milano، Dannati، Rams، Sconvolts، Vecchia Guardia، Lord Kaos، Rembambi، Prugne Korps وTorcida Rossonera.

### أهم الرابطاتالميلانية
| الرابطة               | التأسيس | الأعضاء | الموقع الإلكتروني | ملاحظات                                    |
| --------------------- | ------- | ------- | ----------------- | ------------------------------------------ |
| Fossa Dei Leoni       | 1968    | 3000    | الموقع الرسمي     | أكبر الروابط الميلانية تم إحلالها عام 2005 |
| Brigate Rossoneri     | 1975    | 2000    | الموقع الرسمي     | شديدة التعصب                               |
| Alternavita Rossonera | 1994    | 850     | الموقع الرسمي     | أكثر الروابط وفاء                          |
| Commandos Tigre       | 1967    | 600     | الموقع الرسمي     | شديدة التعصب                               |

## وصلات خارجية
- الموقع الرسمي لنادي الميلان الإيطالي